# 珀爾 (密西西比州)
珀爾（英語：Pearl）是位於美國密西西比州蘭金縣的城市。

## 人口
根據2020年美國人口普查的數據，珀爾的面積為66.33平方千米，當中陸地面積為66.01平方千米，而水域面積為0.32平方千米。當地共有人口27115人，而人口密度為每平方千米409人。